# Bad Girl
"Bad Girl" je treći singl američke pjevačice Madonne s albuma Erotica izdan u veljači 1993. pod Maverick Recordsom.

## O pjesmi
Pjesmu su napisali Madonna i Shep Pettibone 1992. Izdana je kao treći singl s Albuma. U studenom 2007. su procurili radni nazivi a to su bili "Cheat" i "Drunk Girl". Singl je izdan mjesec dana nakon kontroverzon erotskog trilera Body of Evidence gdje je glumila Madonna.
U SAD-u se na B-strani singla nalazila pjesma "Fever" koja je bila četvrti zasebni singl u Europi i Australiji, dok se u Europi na B-strani nalazila obrada pjesme "Erotica". 
Madonna je izvela "Bad Girl" uživo jedino na Saturday Night Live u siječnju 1993. Na kraju izvedbe je podigla sliku Joey Buttafuocoa i rekla: "borite se protiv pravog neprijatelja". To je bila humoreska na poznato gostovanje Sinéad O'Connor na SNL prije nekoliko mjeseci kada je ona učinila istu stvar ali sa slikom Pape Ivana Pavla II.

## Na ljestvicama
Pjesma je bila skromnog uspjeha na ljestvicama. Ovo je njen drugi singl nakon 1984. koji nije uspio ući u prvih 20 Billboard Hot 100, zauzevši 36. poziciju. U UK je singl uspio doći u top 10, ali je već nakon par tjedana ispao s ljestvice što je bilo uzrokom puštanja pjesme "Fever" u Europi samo 6 tjedana nakon izdanja "Bad Girl". U Kanadi se singl uspeo na 5. mjesto, a u Australiji na 32. mjesto. I u ostalim zemljama se većinom našao na drugoj polovici ljestvice.

## Video spot
Priča u videu je inspirirana knjigom i filmom "Looking for Mr. Goodbar". Madonna glumi Louise Oriele, moćnu ženu s Manhattana koja je alkoholičarka i ima veze za jednu noć s gomilom muškaraca. Njeno ponašanje je razlog njene depresije i tuge zbog ljubavne veze s jednim muškarcem kojeg je jako voljela. Louise puši, pije, ima veze za jednu noć kao što Madonna i pjeva u svojoj pjesmi. Christopher Walken glumi njenog anđela čuvara, koji joj na kraju donosi poljubac smrti. 
Video je smatran remek djelom i više kao kratki film nego li glazbeni video.

## Popis pjesama i formata

### US CD Maxi-Singl
1. "Bad Girl" (Edit)
2. "Fever" (Murk Boys Miami Mix)
3. "Fever" (Extended 12")
4. "Bad Girl" (Extended Mix)
5. "Fever" (Murk Boys Deep South Mix)
6. "Fever" (Hot Sweat 12")

## Verzije
Službene verzije
1. "Bad Girl" (Edit) 4:37
2. "Bad Girl" (Album Version) 5:23
3. "Bad Girl" (Video Instrumental) 6:03
4. "Bad Girl" (Video Version) 6:03

Remixi
1. "Bad Girl" (Extended Mix) 6:29

## Uspjeh na ljestvicama
| Ljestvica (1993)         | Pozicija |
| ------------------------ | -------- |
| Australija               | 32       |
| Europa                   | 26       |
| Francuska                | 44       |
| Irska                    | 20       |
| Italija                  | 8        |
| Japan                    | 11       |
| Kanada                   | 5        |
| Nizozemska               | 34       |
| Novi Zeland              | 35       |
| Njemačka                 | 26       |
| Švicarska                | 25       |
| Ujedinjeno Kraljevstvo   | 10       |
| U.S. Billboard Hot 100   | 36       |
| U.S. Billboard Pop Songs | 26       |
| U.S. ARC Weekly Top 40   | 23       |